# Caso Redes en Guatemala
El Caso Redes es un caso de corrupción descubierto por el Ministerio Público y la Comisión Internacional contra la Impunidad en Guatemala el 9 de julio de 2015 y que involucró a las empresas energéticas Jaguar Energy y Zeta Gas y a exfuncionarios del gobierno del general retirado Otto Pérez Molina. Entre estos últimos están Gustavo Martínez -exsecretario de la presidencia y yerno de Pérez Molina- y Edwin Rodas, -ex viceministro de Energía y Minas-.

## Redes descubiertas
Gustavo Martínez, exsecretario general de la Presidencia y quien renunciara a principios de junio de 2015, fue señalado por el Ministerio Público (MP) y la Comisión Internacional contra la Impunidad en Guatemala, por su presunta implicación en un caso de tráfico de influencias que involucraba a la empresa Jaguar Energy; además, fue detenido César Augusto Medina Farfán, quien fungió como operador para beneficiar a la referida empresa y a Zeta Gas.

### César Augusto Medina Farfán, supuesto líder de las redes
César Augusto Medina Farfán habría fungido como operador en tres casos de corrupción, al que los entes investigadores denominaron «Caso Redes».  En el primero, Medina negoció en el 2014 con el entonces jefe de la Superintendencia de Administración Tributaria de Guatemala (SAT), Carlos Muñoz y la jefa de Departamento de la SAT, Lucrecia Roca, para beneficiar a la empresa Zeta Gas, que quería un depósito aduanero privado en Puerto Quetzal. En el segundo caso, de acuerdo a la CICIG y al MP, Ernesto Córdova, representante de Jaguar Energy, buscó a Medina por su amistad con el secretario de la presidencia Gustavo Martínez, para que este incluyera en la agenda del presidente reuniones con representantes Jaguar; Martínez habría utilizado sus influencias para que un diplomático de China no visitara un albergue donde se encontraban atrapados ciudadanos chinos, que trabajaban para una empresa con la Jaguar Energy que mantuvo una pugna legal. A cambio de su ayuda, el exsecretario general del presidente habría recibido una remuneración de US$120,000. La planta eléctrica de Jaguar Energy es el proyecto más grande en Centroamérica, con un valor aproximado de US$900 millones.

### Caso del juez José Luis Patán
En el primer caso, por medio de escuchas telefónicas se pudo establecer que Carlos Muñoz, ex superintendente de Administración Tributaria de la SAT, por medio de Medina Farfán habría gestionado estando en el cargo de jefe de la SAT, que se le desestimará un caso que tenía abierto desde el 2004 por los delitos de estafa propia, peculado, entre otros, en el Juzgado Décimo de Instancia Penal, presidido por el juez José Luis Patán.  Según la investigación del MP, el juzgador al otorgar el desistimiento del caso solicitó a cambio dos plazas para familiares suyos. Por este caso se señala a Medina Farfán de asociación ilícita, cohecho activo y tráfico de influencias; y en el caso del juez Patán, el ente investigador solicitó un antejuicio.

### Caso Z-Gas
De acuerdo con el ente investigador, en julio de 2014 Medina Farfán fue contactado por Luis Alberto Zabala González, gerente general de la empresa Zeta Gas, S. A, y por Williams Esteban Arbizú Luna (ABSUELTO DE TODOS LOS DELITOS mediante Sentencia en 1er. grado, dictada por el Tribunal 5to. de Sentencia Penal el 23/11/22; y confirmada mediante Sentencia de 2o. grado, dictada el  13/10/23 por la Sala 1a. de la Corte de Apelaciones del Ramo Penal. Causa Penal 01077-2015-00142), jefe de Asuntos Jurídicos de la misma, con el objeto de que sirviera como intermediario entre la compañía y autoridades de la Superintendencia de Administración Tributaria de Guatemala (SAT), a efecto de que se autorizara convertir una planta adyacente del Puerto Quetzal en un depósito aduanero privado y que la empresa pudiera obtener beneficios, al operar con independencia para recibir gas bajo el régimen de importación general. Para poder obtener el depósito aduanero de tránsito de gas por el país, se fijaba una póliza de US$5 millones, -unos treinta y nueve millones de quetzales-, sin embargo, a través de las conversaciones entre empleados de la empresa con el presunto cabecilla de la red de tráfico de influencias y el exjefe de la SAT, Carlos Muñoz, se logró reducir a cinco millones de quetzales, equivalente a US$650 mil. Farfán habría pedido la asistencia del entonces titular de la SAT, Carlos Enrique Muñoz Roldán, quien le habría indicado las directrices que debían seguirse para obtener la autorización, saltándose los pasos administrativos de ley a cambio de una dádiva para el superintendente y los empleados público involucrados; Medina Farfán, presumiblemente fue a recoger a la empresa Z-Gas, «diplomas» para los beneficiarios «graduandos» los cuales serían en realidad pagos en efectivo, cuya distribución se habría llevado a cabo en el apartamento de Muñoz, y hasta el momento se desconoce la cantidad que habrían recibido. Por este caso también fueron señalados Filadelfo Reyes Cáceres, exsubsecretario de Planificación del Ministerio de Energía y Minas y ex Intendente de Aduanas, por asociación ilícita, tráfico de influencias y falsedad ideológica; y Lidia Lucrecia Roca Morales, jefe del Departamento de Normativas de la SAT por falsedad ideológica. Mientras que los dos trabajadores de Zeta Gas no han sido capturados.
La empresa Zeta Gas, distribuidora de gas propano, ha sido criticada en Guatemala no solo por los elevados precios de su producto, sino también porque se había especializado en proporcionar un avión jet a gobernantes guatemaltecos para sus desplazamientos y gracias a ello habría obtenido beneficios.
Por este caso a Medina Farfán se le imputan los delitos de asociación ilícita, cohecho activo, tráfico de influencias y falsedad ideológica. Mientras que a Muñoz, quien ya está en prisión por el caso La Línea, se le imputarán los ilícitos de asociación ilícita, cohecho pasivo y falsedad ideológica.
ACTUALIZACIÓN LEGAL DEL CASO EN TRIBUNALES DE GUATEMALA:
1o. El 23 de noviembre de 2022, mediante Sentencia en primera instancia, dictada dentro del proceso penal 01077-2015-00142, por el Tribunal 5.º. de Sentencia Penal, Narcoactividad y Delitos Contra el Ambiente, del departamento de Guatemala, se resolvió, transcribiendo literalmente las partes conducentes, lo siguiente:  "PARTE RESOLUTIVA: (...) El tribunal con fundamento en lo analizado (...) POR UNANIMIDAD DECLARA: I). Que ABSUELVE a WILLIAMS ESTEBAN ARBIZÚ LUNA por los delitos de ASOCIACIÓN ILÍCITA, como agraviada la sociedad, del delito de FALSEDAD IDEOLÓGICA como agraviada la Administración Pública, dejándolo libre de todo cargo, II). Que por MAYORÍA DECLARA: Que ABSUELVE a WILLIAMS ESTEBAN ARBIZÚ LUNA del delito de COHECHO ACTIVO, como agraviada la Administración Pública, dejándolo libre de todo cargo, (...) V). Encontrándose el procesado en libertad de continuar en la misma situación y firme el presente fallo se revocan todas las medidas de coerción dictadas en contra de dicho acusado quedando en libertad simple. VII). Firme la presente sentencia deberá archivarse el expediente. (...) VIII) Notifíquese."
2o. El 13 de octubre de 2023, mediante Sentencia en 2o. grado, dictada por la Sala 1a. de la Corte de Apelaciones del Ramo Penal, se declaró lo siguiente: "POR TANTO: Esta Sala con fundamento en lo considerado y leyes citadas por UNANIMIDAD DECLARA: I. NO SE ACOGE EL RECURSO DE APELACIÓN ESPECIAL, por motivo de FONDO interpuesto por Superintendencia de Administración Tributaria, a través de su Mandatario Especial Judicial con Representación JUAN CARLOS RAMÍREZ MORALES; II. Como consecuencia se confirma la sentencia dictada por el Tribunal Quinto de Sentencia Penal, Narcoactividad y Delitos Contra el Ambiente, de fecha veintitrés de noviembre de dos mil veintidós, quedando como consecuencia incólume; III. La lectura del presente fallo servirá de legal notificación a la partes, debiéndose entregar copia a quién lo solicite; IV. Notifíquese y con certificación de lo resuelto devuélvanse los antecedentes al tribunal de origen."

### Caso Jaguar Energy
En la empresa Jaguar Energy, el personero Ernesto Córdova habría solicitado un intermediario para obtener ciertos privilegios y así contacta a Medina Farfán, quien luego habría hablado con Gustavo Martínez, su amigo personal y entonces secretario general de la Presidencia, para que incluyera en la agenda del presidente Pérez Molina una cita con ejecutivos de la entidad comercial.  Martínez gestionó el requerimiento y facilitó que los ejecutivos de Jaguar Energy se reunieran con Pérez Molina, en relación con el proyecto eléctrico para la construcción de la planta eléctrica. En este caso estaría presuntamente involucrado también el ex viceministro de Energía y Minas, Edwin Rodas Solares. Además Medina Farfán, influyó en Martínez para que se pudiera incluir por segunda ocasión una cita para abordar un problema entre Jaguar Energy y una empresa china encargada de la construcción del proyecto por la deportación de ciudadanos chinos. Esta reunión con el presidente era vital para Jaguar Energy porque no habían podido cumplir con los términos del contrato entre partes privadas Jaguar Energy-ENERGUATE. El único vínculo con el estado es el de garantizar el suministro de Energía MW/h, y el ente encargado de garantizar que esto ocurra es la Comisión Nacional de Energía Eléctrica CNEE.
Además, lograron que la influencia del poder ejecutivo interfiriera para resolver el problema de trabajadores chinos que fueron reprimidos.
Para obtener un beneficio económico se creó un contrato de una consultoría en donde aparece involucrada Karen Paola Cancinos, empleada de una empresa multinacional, quien sería la testaferra y encargada de cobrar los US$120 mil, para evitar que el soborno fuera directo entre Córdova y Martínez. Cancinos al recibir el pago mensual entre julio de 2014 y enero de 2015, a razón de US$20 mil mensuales, lo cual quedó evidenciado a través de escuchas telefónicas. Las escuchas sugieren que el dinero salió de Jaguar Energy a la cuanta bancaria de Cancinos -de esto el MP presentó los estados de cuenta de Cancinos- y de esta última hacia una empresa sociedad anónima, la cual parece ser por el contexto, propiedad de Medina Farfán, ya que en las escuchas existe una conversación entre el padre de Cancinos y Medina Farfán con relación al cambio de un cheque por una fuerte cantidad en un banco en Amatitlán. De allí en adelante el MP presume que Medina Farfán pago posteriormente a Martínez, no obstante, esto no quedó evidenciado ni en las escuchas ni en la investigación de cuentas bancarias.
Por este caso a Medina Farfán le imputaron los delitos de asociación ilícita, cohecho activo, tráfico de influencias y falsedad ideológica; para Martínez asociación ilícita y tráfico de influencias; para Rodas Solares asociación ilícita; Córdova asociación ilícita; y Cancinos por lavado de dinero.  Ahora bien, este caso en particular tiene implicaciones adicionales porque en Estados Unidos existen leyes severas para aquellas empresas que se cotizan en la bolsa y que recurren a prácticas corruptas en países en desarrollo. A Rodas Solares inicialmente se le imputaban los cargos de asociación ilícita y tráfico de influencias; sin embargo, el cargo de asociación ilícita le fue removido después de que el ex viceministro de energía rindiera su declaración y se evidenciara que ni en las escuchas ni en la investigación de sus cuentas bancarias hay indicios que reflejen que recibiera comisión alguna.
Luego de la declaración de Rodas Solares, la juez resolvió que se le retiraba el cargo de asociación ilícita, pero que ella encontraba indicios suficientes para suponer que por su posición de alto cargo, él podría conocer a alguien en quien haya influido en el tema de los chinos, porque en una escucha entre él y Medina Farfán, este último le indica que Cordova está en problemas con el tema de los ciudadanos chinos a lo que Rodas le responde que ya le dijo que lo que le toca es irse por la vía legal o la civil. Por tal razón la juez resolvió que esto eran indicios para dejarlo ligado a proceso por tráfico de influencias.
El 16 de julio de 2015 el MP presentó las escuchas telefónicas que revelaron cómo Gustavo Adolfo Martínez Luna y César Medina Farán participaron en una negociación que benefició la construcción de la planta de generación eléctrica Jaguar Energy. Farfán era el mediador entre Ernesto Córdova, representante de Jaguar Energy en Guatemala, con Martínez y Edwin Rodas, entonces viceministro de Energía y Minas.  Martínez incluyó en la agenda del presidente Pérez Molina del 13 de marzo de 2014, una reunión con los empresarios de Jaguar Energy en su despacho para que le detallen cuáles son las razones del atraso en la construcción de la planta debido a unos conflictos entre la firma y la constructora China Machine New Corporation (CMNC); otra cita no se concretó porque el entonces titular de Energía y Minas, Érick Archila -también uno de los propietarios de Canal Antigua y Emisoras Unidas de Guatemala- no presentó un informe.  Según las escuchas, al enterarse de que la empresa china ha solicitado audiencia con el presidente Pérez Molina, el exsecretario de la presidencia confirmó la reunión y agregó: «Siento que alguien se está moviendo para bloquearnos… el abogado que llegó con el magistrado… pero déjemelo a mí, la pelota queda en mi cancha, yo me encargo de bloquear que no tengan capacidad de acción». Ahora bien, Martínez no se refiere a una audiencia con el presidente, sino de que un cónsul que venía de Costa Rica pudiese ingresar a donde estaban los ciudadanos chinos; de hecho, no hay escuchas que indiquen que Martínez bloqueó la reunión de CMN con el presidente, aunque sí evidencian una participación de su parte en el tema de los ciudadanos chinos.
En otra interceptación telefónica entre Córdova y Medina Farfán, se evidencia cómo Córdova le solicita que intermedie ante la fiscal general, Thelma Aldana: «fíjese amigo que aquí en Escuintla los fiscales son muy corruptos, por eso nosotros logramos que los casos se lleven en Guatemala… pero por orden de la Fiscal General dice que todos los casos de Jaguar se lleven en Escuintla… la fiscal es amiga de Rodolfo Sosa puede ser que eso les está ayudando, por lo tanto, te pido que nos ayude con una reunión con la Fiscal General», le dice Córdova a Medina por teléfono.
Asimismo, en otra de las 48 escuchas telefónicas, se evidencia que el exministro Mauricio López Bonilla giró las órdenes para que se les otorgue la visa de trabajo a los chinos, pero el interventor Roca se resiste a entregarles el documento por órdenes de Martínez. Y también salió a luz pública que Jaguar Energy pagó por los favores recibidos, depositando dinero en una cuenta a nombre de Karen Cancinos, tal y como lo acordó su padre Gustavo Cancinos con Medina.
El 17 de julio, el ex viceministro Edwin Rodas señaló a la jueza Virginia de León que el Ministerio de Energía y Minas no tuvo ninguna influencia en el contrato privado firmado entre Jaguar Energy y la empresa distribuidora Energuate, como tampoco en la licitación que ganó el proyecto de ambas corporaciones, ya que es la Comisión Nacional de Energía Eléctrica la encargada de supervisar dichos trámites. Asimismo, indicó que asistió a reuniones con el presidente de la República y los representantes de la empresa por órdenes del entonces ministro de Energía y Minas, Erick Archila.  Sobre las visitas a la planta generadora, en las que también acompañó al Presidente, Rodas dijo que fue en acompañamiento a la embajadora británica porque era parte de sus funciones;  aseguró no tener interés personal en el proyecto de generación de energía y señaló a las bancadas Unidad Nacional de la Esperanza (UNE) y Libertad Democrática Renovada (LIDER) como los sectores políticos que más lo cuestionaban referente al tema de Jaguar, ya que estaban interesados en la reducción de la tarifa social.  Gustavo Martínez, por su parte, se abstuvo de declarar.
El 28 de julio, luego de que la Corte Suprema de Justicia emitiera un comunicado en el que rechaza presiones de organismos nacionales e internacionales en la aplicación de justicia en Guatemala, el Diario La Hora publica cómo fueron elegidos los trece magistrados a la Corte Suprema de Justicia y evidencia que los mismos fueron apoyados por una alianza entre el Partido Libertad Democrática Renovada y Partido Patriota.
Votos para elección de magistrados a la Corte Suprema de Justicia
| Nombre                           | Puesto                                     | Votos LIDER | Votos Patriota |
| -------------------------------- | ------------------------------------------ | ----------- | -------------- |
| Josué Felipe Baquiax Baquiax     | Presidente de la Corte Suprema de Justicia | 41          | 36             |
| Silvia Patricia Valdés Quezada   | Magistrado vocal I                         | 49          | 47             |
| Nery Osvaldo Medina Méndez       | Magistrado vocal II                        | 47          | 36             |
| Vitalina orellana y Orellana     | Magistrado vocal III                       | 38          | 41             |
| Delia Marina Dávila Salazar      | Magistrado vocal IV                        | 41          | 37             |
| Douglas René Charchal Ramos      | Magistrado vocal V                         | 39          | 38             |
| Sergio Amadeo Pineda Castañeda   | Magistrado vocal VII                       | 39          | 37             |
| Blanca Aída Stalling Dávila      | Magistrado vocal VIII                      | 39          | 39             |
| Silvia Verónica García Molina    | Magistrado vocal IX                        | 38          | 39             |
| Vladimir Osman Aguilar Guerra    | Magistrado vocal X                         | 38          | 40             |
| Nester Mauricio Vásquez Pimentel | Magistrado vocal XI                        | 41          | 31             |
| Ranulfo Rafael Rojas Cetina      | Magistrado vocal XII                       | 35          | 38             |
| José Antonio Pineda Barales      | Magistrado vocal XIII                      | 35          | 36             |

## Capturas
| Fecha de captura | Nombre | Ocupación                                           | Caso                                    |
| ---------------- | --- | --------------------------------------------------- | --------------------------------------- |
| 9 de julio       | César Augusto Medina Farfán | Operador político                                   | - Juez Patán - Zeta Gas - Jaguar Energy |
| 9 de julio       | Gustavo Adolfo Martínez Luna | exsecretario general de la Presidencia              | Jaguar Energy                           |
| 9 de julio       | Edwin Ramón Rodas Solares | exviceministro de Energía y Minas                   | Jaguar Energy                           |
| 9 de julio       | Rafael Ernesto Córdova | funcionario de Jaguar Energy                        | Jaguar Energy                           |
| 9 de julio       | Karen Paola Cancinos Muñoz | ciudadana                                           | Jaguar Energy                           |
| 9 de julio       | Carlos Enrique Muñoz Roldán | exjefe de SAT                                       | - Juez Patán - Zeta gas                 |
| 9 de julio       | Sandra Elizabeth Vargas Aldana | funcionaria de Secretaria General de la Presidencia | Juez Patán                              |
| 9 de julio       | José Luis Patán Piché | Juez a quien se le inició proceso de antejuicio     | Juez Patán                              |
| 9 de julio       | Carlos Manuel Pinzón Ramos | Jefe de recursos humanos de SAT                     | Zeta gas                                |
| 9 de julio       | Luis Alberto Zavala González | Funcionario de Zeta Gas                             | Zeta gas                                |
| 9 de julio       | Williams Esteban Arbizú Luna (ABSUELTO DE TODOS LOS DELITOS por sentencia dictada el 23/11/22 por el Tribunal 5to. de Sentencia Penal. Confirmada por Sentencia en 2o. grado del 13/10/23 dictada por al Sala 1a. de la Corte de Apelaciones del Ramo Penal (Causa 01077-2015-00142) | Funcionario de Zeta Gas                             | Zeta gas                                |
| 9 de julio       | Filadelfo Reyes Cáceres | Ex intendente de aduanas                            | Zeta gas                                |
| 9 de julio       | Lidia Lucrecia Roca Morales | jefe del departamento de gestión aduanera de la SAT | Zeta gas                                |

## Impacto económico de la crisis
Las políticas macroeconómicas de los gobiernos guatemaltecos hasta 2015 habían mantenido bajo control el nivel de precios y la inflación, basadas principalmente en las normas aplicadas con rigurosidad por el Banco de Guatemala (Banguat) que había incluso sido reconocido nacional e internacionalmente por los entes especializados en la materia. La política monetaria era suficientemente confiable, a tal punto que cuando los escándalos comenzaron a salir a luz en abril de 2015, se empezó a hablar de crisis política pero no económica.
Pero a partir de julio de 2015 la situación empezó a cambiar:  la confianza cayó a 28.68%, un nivel sumamente bajo que se había visto solamente en 2009 durante la Gran Recesión. La cifra 13.20% menor a la registrada en junio (33.04% ) y es menos de la mitad de la registrada en julio de 2014 (53.75%). Este indicador demuestra que en opinión del panel económico competente, la actividad de los actores económicos guatemaltecos no mejorará lo suficiente en los próximos seis meses. La CEPAL, por aparte, redujo la previsión de crecimiento a 3.5% para el país en 2015 debido al entorno político del país.
Asimismo, la situación política del país derivada del caso de La Línea y de los otros casos de corrupción investigados por la CICIG y el Ministerio Público -Caso Redes, Caso IGSS-Pisa, Caso Lavado y Política- ha dificultado las futuras negociaciones de préstamos que se tienen negociaciones con el Banco Mundial, Bando Interamericano de Desarrollo (BID) y el Banco Centroamericano de Integración Económica (BCIE) para 2016. La crisis ha provocado un lento avance en las negociaciones con los organismos de financiamiento, de por sí ya difíciles por el cambio de Gobierno que se producirá el 14 de enero de 2016, por la lenta implementación de un plan de acción en la Superintendencia de Administración Tributaria y por los señalamientos en contra de exfuncionarios por corrupción.

## Cronología

### Antecedentes
| Fecha                    | Acontecimiento |
| ------------------------ | --- |
| 1996                     | Durante el Gobierno de Alfonso Portillo, Alfredo Moreno Molina ―quien era amigo del presidente― es dejado en libertad. |
| 3 de noviembre de 2011   | La periodista Sylvia Gereda Valenzuela, codirectora y fundadora del rotativo ElPeriódico renunció al mismo, aduciendo que este había sido adquirido por el candidato del partido LIDER, Manuel Baldizón. José Rubén Zamora permanece en el periódico como director. |
| 14 de enero de 2012      | - El general retirado Otto Pérez Molina y Roxana Baldetti asumen los cargos de presidente y vicepresidenta de la República, respectivamente. - El abogado y coronel retirado Juan de Dios Rodríguez es nombrado secretario privado del presidente. - Poco después el presidente Otto Pérez Molina anuncia una propuesta para despenalizar los estupefacientes, alarmando al Gobierno estadounidense de Barack Obama, que inicia una política que finalmente termina por engavetsr la propuesta del presidente guatemalteco. |
| 6 de diciembre de 2013   | El nuevo comisionado de la CICIG, Iván Velásquez Gómez anuncia que va a investigar el financiamiento de los partidos políticos y el contrabando en las aduanas del país como prioridad de su mandato, que finaliza en 2013. Ese mismo día, Suecia anuncia que donará nueve millones y medio de dólares para el funcionamiento de la CICIG. |
| 18 de diciembre de 2013  | El presidente Pérez Molina descarta que se vaya a solicitar prorrogar el mandato de la CICIG (Comisión Internacional contra la Impunidad en Guatemala), aduciendo que es tiempo que Guatemala aprenda a resolver sola sus problemas y que para la última prórroga que se solicitó ―la de 2012― fue muy difícil convencer a los países donantes. |
| 2013                     | Se reporta que Jaguar Energy tiene problemas con una empresa china, la que la acusó de incumplimiento de pago de un crédito en el cual la garantía eran sus activos en Guatemala. Ese caso la ha obligado a enfrentarse en un arbitraje internacional donde demandan US$300 millones. |
| 13 de septiembre de 2013 | La CICIG ordena la captura del capitán Byron Lima Oliva, quien guardaba prisión en la cárcel de Pavoncito por el asesinado del obispo Juan José Gerardi, al descubrir que controlaba el sistema penitenciario de Guatemala, al punto que cobraba hasta 12 000 dólares por cada traslado de presos y presentaba listas de nombres para ocupar el cargo de director general de Seguridad Pública. |
| 2014                     | - El presidente Pérez Molina desatiende las solicitudes de varios funcionarios del Gobierno estadounidense que pedían la continuidad de Claudia Paz y Paz al frente del Ministerio Público de Guatemala ―entre ellos la ex secretaria de Estado Hillary Clinton, el subsecretario de Asuntos Antinarcóticos y el subsecretario de Asuntos Hemisféricos―. - El presidente obvió la «recomendación» del embajador de los Estados Unidos de no designar a Blanca Stalling como magistrada, ni de nombrar a una Corte Suprema susceptible al tráfico de influencias; la preocupación de Washington era que un pleno de magistrados susceptibles a la corrupción podría convertirse en un obstáculo para los procesos de extradición de narcotraficantes guatemaltecos. |
| 16 de abril de 2015      | La CICIG (Comisión Internacional contra la Impunidad en Guatemala) anuncia que ha descubierto una red de contrabando dirigida por las altas esferas de la SAT, la cual estaría dirigida por el secretario privado de la vicepresidenta de Guatemala, Juan Carlos Monzón. Se indica que podría haber hasta mil empresas involucradas, pero no se menciona ningún nombre de las mismas. Asimismo, entre los nombre de los acusados se encuentran algunos que habían estado relacionados con la «Red Moreno». Durante la conferencia de prensa ofrecida tras las primeras capturas del caso, se indicó que en los ocho meses que duró el monitoreo de La Línea, al menos quinientos contenedores pasaron por las diferentes aduanas del país sin pagar los impuestos estipulados por la Ley; esta red ofrecía a los importadores la posibilidad de pagar impuestos menores a los obligados, a cambio del pago de un soborno, defraudando al erario público y generando ganancias de hasta Q2.3 millones semanales. |

### Caso de corrupción
| Fecha               | Acontecimiento |
| ------------------- | --- |
| 11 de julio de 2015 | - Luego de descubrirse el caso de tráfico de influencias que involucró al exsecretario de la Presidencia, se informó que Jaguar Energy empezó a producir 200 megavatios pero que no provenían de sus plantas de generación sino que de servicios contratados. - Se reporta que el desfogue de Jaguar Energy causó mortandad de peces en el río Mora; cuando periodistas de Prensa Libre y Nuestro Diario acuden a cubrir un plantón que realizan los pobladores de las comunidades vecinas son retenidos por los guardias de seguridad de Jaguar Energy aduciendo que traspasaron propiedad privada. |
| 13 de julio de 2015 | La Fiscalía del medio ambiente allanó las instalaciones de Jaguar Energy en Escuintla tras una acusación de posible contaminación en el río Mora proveniente del desagüe de dicha planta industrial. |
| 14 de julio de 2015 | El Ministerio Público inició la imputación de delitos a seis personas señaladas de integrar y participar dentro de una organización que tenía por objeto beneficiar a la empresa Z-gas. |
| 16 de julio de 2015 | La CICIG publica su reporte de financiamiento de los partidos políticos en Guatemala. |
| 17 de julio de 2015 | - Durante el tercer día de audiencia, las escuchas telefónicas revelaron el grado de influencia que Gustavo Martínez tenía en la agenda del presidente Pérez Molina. - El ex viceministro de Energía y Minas, Edwin Rodas, declaró que no estaba interesado en participar en el contrato de Jaguar Energy y que si asistió a reuniones fue porque el exministro Érick Archila lo enviaba a las mismas. |
| 28 de julio de 2015 | - Trasciende que el candidato a la presidencia por el partido Libertad Democrática Renovada (LIDER) Manuel Baldizón viajó a Washington D. C. para presentar una queja ante la Organización de Estados Americanos por lo que él considera una intromisión de la CICIG en los asuntos nacionales en Guatemala y para salvar a la democracia. - Tras conocer que la CICIG había publicado en su cuenta de Twitter que para avanzar en la lucha contra la impunidad era necesario que el Organismo Judicial actuara eficientemente, la Corte Suprema de Justicia de Guatemala emitió un comunicado en el cual indica que «no tolerará injerencias directas o indirectas de ningún otro Organismo de Estado o autoridad nacional o internacional sobre su obligación de administrar justicia, y que tanto Organismo Judicial como la Corte Suprema de Justicia resuelven con total apego a derecho, de forma imparcial y objetiva bajo ningún tipo de presión, por lo que el soberano pueblo de Guatemala puede tener la certeza de que se está trabajando por la justicia, base fundamental del Estado de derecho». - El Diario La Hora publica cómo fueron elegidos los trece magistrados a la Corte Suprema de Justicia y evidencia que los mismos fueron apoyados por una alianza entre el Partido Libertad Democrática Renovada y Partido Patriota. - El 28 de julio, en un confuso incidente que ocurrió minutos después de que Francisco Morales -uno de los principales acusados en el Caso Lavado y Política- fuera trasladado desde la carceleta de la Torre de Tribunales al 14.° nivel de ese edificio, uno de los diecisiete pandilleros que era trasladado a un juzgado de Mayor Riesgo realizó varios disparos en el área de la carceleta. En el lugar quedaron heridos de bala cinco integrantes de la banda conocida como Mara Salvatrucha. - En CNN en español el candidato presidencial Manuel Baldizón afirma que -debido a un supuesto complot del comisionado Iván Velásquez de la CICIG en contra del Partido LIDER- en caso de resultar triunfador en las elecciones del 6 de septiembre va a solicitar que la CICIG continúe, pero con un comisionado diferente. |
| 30 de julio de 2015 | - El comisionado de la CICIG se presentó en CNN en español, pocos días después de que lo hiciera el candidato presidencial de LIDER Manuel Baldizón; en la entrevista dejó claro que su posición es la de combatir la corrupción en Guatemala y no la de interferir con la democracia del país, como lo sugirió Baldizón en su entrevista. Esa noche, se supo que en varios departamentos de la república se quitó la señal de CNN en español en varias cadenas de cable, incluidas las de Petén, donde Baldizón es propietario de las mismas. |
| 13 de agosto        | - Tras no presentarse a varias reuniones ordinarias del Congreso, la bancada del partido Libertad Democrática Renovada (LIDER) -de casi sesenta diputados- se presenta a solicitar que se introduzca una ley que impida que la CICIG -y cualquier otra entidad nacional o internacional- acompañe al Ministerio Público en las investigaciones que éste tiene a su cargo. - En la misma sesión, ante la abstención de votar de parte de los diputados del Partido Patriota, no se consigue retirarle la inmunidad al presidente Otto Pérez Molina. - La Corte de Constitucionalidad falla en favor a un amparo presentado por el partido LIDER y con ello declara ilegales las dos lecturas de la Reforma a la Ley Electoral y de Partidos Políticos que se habían aprobado en el Congreso las semanas anteriores con únicamente 80 votos, en lugar de los 105 estipulados por la ley de Organismo Legislativo, pues los diputados del partido LIDER no se presentaron a ninguna de las sesiones en que se trató el asunto de la reforma a la mencionada ley. - Como reacción a todo lo ocurrido en el Congreso y la Corte de Constitucionalidad ese día, el grupo Guatemala BASTA YA convocó a plantones masivos para el sábado 15 de agosto y a otras actividades pacíficas y dentro del marco legal a partir de la semana siguiente. |
| 20 de agosto        | - La Corte Suprema de Justicia da trámite al antejuicio en contra del juez suplente José Luis Patán Piché, por cohecho pasivo. |
| 2 de septiembre     | - Roxana Baldetti es trasladada al Centro de Detención Preventiva para Mujeres Santa Teresa por la noche, luego de que pocos días antes se filtraran unas imágenes de los lujos que la exvicepresidente tenía en el Cuartel Matamoros. - Thelma Aldana pidió cese de funciones –y separación del cargo– para el presidente Pérez Molina al juez Miguel Ángel Gálvez, quien lleva el caso. El juez, a su vez, dictó orden de captura contra el desaforado presidente. - El presidente Pérez Molina envía su carta de renuncia al Congreso de la República. |
| 3 de septiembre     | - Desde primeras horas se producen manifestaciones celebrando la renuncia del expresidente. - El expresidente Pérez Molina se presentó a la Torre de Tribunales para enfrentar su primera audiencia por el caso de La Línea. |